# Liste von Übungsplätzen in Deutschland

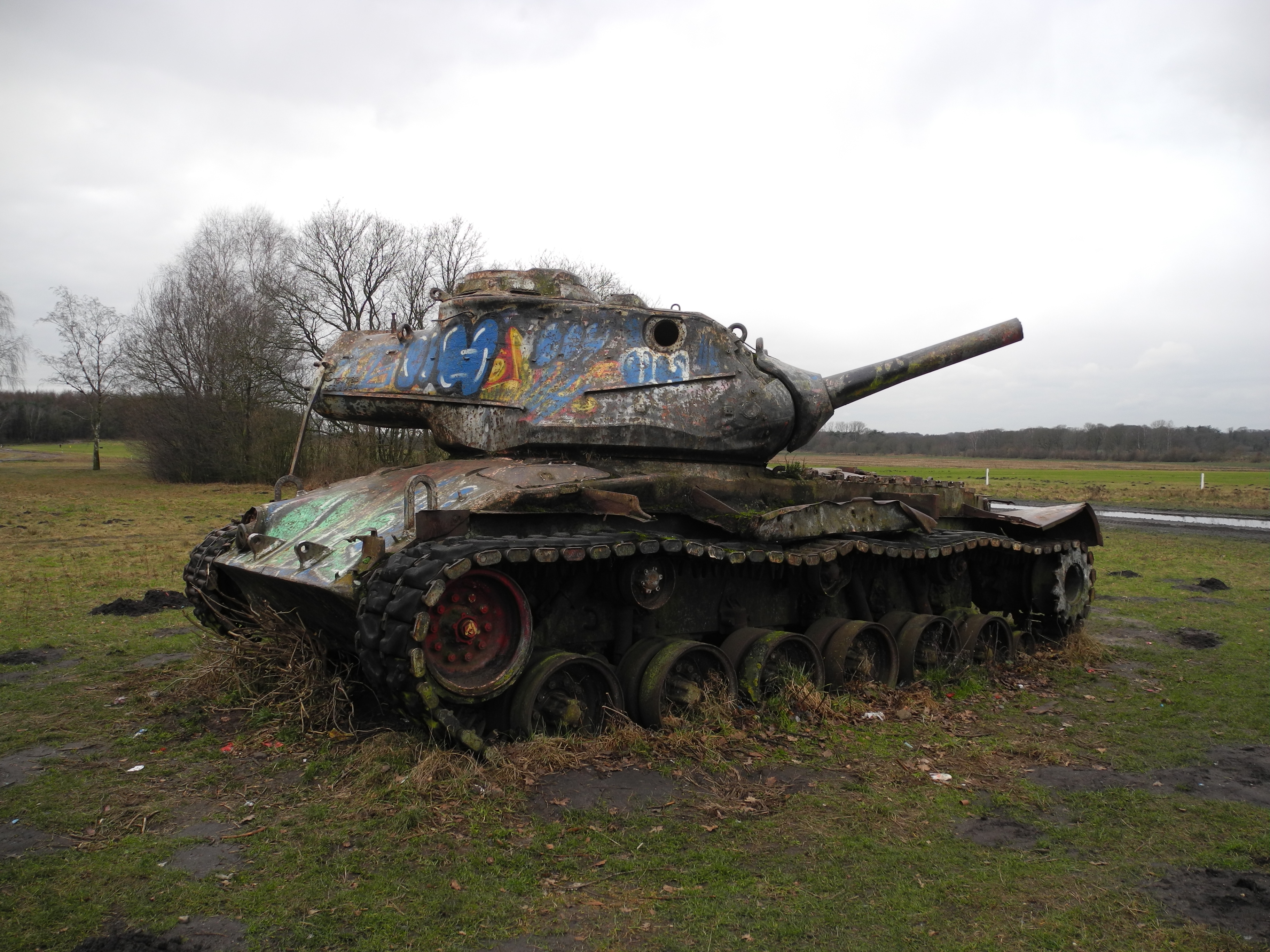
M47 Patton als Hartziel.

Die Liste von Übungsplätzen in Deutschland nennt ehemalige und genutzte Übungsplätze nach 1945, darunter Standortübungsplätze, Truppenübungsplätze, Wasserübungsplätze und Pionierübungsplätze, des deutschen Militärs und der Stationierungsstreitkräfte in Deutschland. 
Das Ende des Kalten Krieges führte zu einer Freigabe vieler militärischer Liegenschaften.
Die Bundeswehr verfügt 2023 über 17 Truppenübungsplätze.

## Liste
Die Liste erhebt keinen Anspruch auf Vollständigkeit.
| Legende   |
| --------- |
| Aufgelöst |
| Aktiv     |

### Baden-Württemberg
| Bezeichnung                     | Ort                     | Bemerkungen                                                    |
| ------------------------------- | ----------------------- | -------------------------------------------------------------- |
| Truppenübungsplatz Heuberg      | Stetten am kalten Markt |                                                                |
| Truppenübungsplatz Münsingen    |                         | Seit 21. Oktober 2005 aufgelöst und seit 2010 rekommunalisiert |
| Standortübungsplatz Lerchenfeld | Dornstadt               |                                                                |
| Standortübungsplatz Weingarten  | Weingarten              | Aufgelöst 1993                                                 |

### Bayern
| Bezeichnung                                       | Ort         | Bemerkungen                                                                             |
| ------------------------------------------------- | ----------- | --------------------------------------------------------------------------------------- |
| Truppenübungsplatz Hammelburg                     |             | Die Ortschaften Hundsfeld, Rhön, und Bonnland wurden für das Übungsgelände abgesiedelt. |
| Kleiner Gebirgsübungsplatz Reiteralpe             |             |                                                                                         |
| Standortübungsplatz Sauwald                       |             |                                                                                         |
| Truppenübungsplatz Grafenwöhr                     |             | US-Streitkräfte                                                                         |
| Truppenübungsplatz Hohenfels                      | Hohenfels   | seit 1938 Übungsplatz Wehrmacht, seit 1951 in Nutzung durch US Army                     |
| Truppenübungsplatz Wildflecken                    |             |                                                                                         |
| Truppenübungsplatz Volkach-Nordheim               |             |                                                                                         |
| Truppenübungsplatz Hainberg                       | Nürnberg    | Auflösung 1993                                                                          |
| Standortübungsplatz Passau (Kohlbruck-Stiftswald) | Passau      | Auflösung 1993                                                                          |
| Siegenburg Range                                  |             |                                                                                         |
| Wasserübungsplatz Inn                             | Brannenburg | Karfreit-Kaserne                                                                        |

### Berlin
| Bezeichnung | Ort                 | Bemerkungen                                         |
| ----------- | ------------------- | --------------------------------------------------- |
| Parks Range | Berlin-Lichterfelde | Ab 1953 für die Berlin Brigade genutzt. Abzug 1994. |

### Brandenburg
| Bezeichnung                                       | Ort              | Bemerkungen |
| ------------------------------------------------- | ---------------- | --- |
| Truppenübungsplatz Döberitz                       | Dallgow-Döberitz | Truppenübungsplatz seit 1896, Ende militärische Nutzung 1992, seit 1996 ist ein Teilgebiet von etwa 600 Hektar Standortübungsplatz BW |
| Standortübungsplatz Germendorf                    | Germendorf       | ehemals NVA |
| Truppenübungsplatz Lehnin                         | Brück            | |
| Standortübungsplatz Neu Zittau                    | Neu Zittau       | |
| Trainings- und Übungszentrum der Luftverteidigung | Lieberose        | ehemals NVA |
| Truppenübungsplatz Wittstock (Bombodrom)          | Wittstock/Dosse  | 1952 bis 1993 GSSD, anschließend Bundeswehr, 2011 Nutzung eingestellt                                                                 |
| Truppenübungsplatz Hohenleipisch                  | Hohenleipisch    | ehemals NVA |
| Truppenübungsplatz Chemische Dienste              | Storkow (Mark)   | ehemals NVA |
| Standortübungsplatz Rüthnick                      | Rüthnick         | ehemals NVA |
| Standortübungsplatz Streganz                      | Streganz         | ehemals NVA |
| Wasserübungsplatz Göttlin                         | Göttlin          | ehemals NVA |
| Wasserübungsplatz Neulewin                        | Neulewin         | ehemals NVA |

### Bremen
| Bezeichnung                     | Ort | Bemerkungen |
| ------------------------------- | --- | ----------- |
| Truppenübungsplatz Schwanewede  |     |             |
| Truppenübungsplatz Bremen Farge |     |             |

### Hamburg
| Bezeichnung                   | Ort | Bemerkungen |
| ----------------------------- | --- | ----------- |
| Truppenübungsplatz Höltigbaum |     |             |

### Hessen
| Bezeichnung                      | Ort | Bemerkungen                             |
| -------------------------------- | --- | --------------------------------------- |
| Truppenübungsplatz Schwarzenborn |     | Seit 1. Januar 2014 Standortübungsplatz |

### Mecklenburg-Vorpommern
| Bezeichnung                   | Ort              | Bemerkungen                          |
| ----------------------------- | ---------------- | ------------------------------------ |
| Truppenübungsplatz Ahlbeck    | Ahlbeck          | ehemals NVA                          |
| Truppenübungsplatz Jägerbrück | Drögeheide       |                                      |
| Truppenübungsplatz Lübtheen   | Lübtheen         | ehemals NVA, Auflösung 1. April 2007 |
| Truppenübungsplatz Neu Kaliß  | LübNeu Kalißheen | ehemals NVA                          |
| Truppenübungsplatz Zingst     | Zingst           | ehemals NVA                          |

### Niedersachsen
| Bezeichnung                       | Ort            | Bemerkungen                                             |
| --------------------------------- | -------------- | ------------------------------------------------------- |
| Truppenübungsplatz Altenwalde     | bei Cuxhaven   | 1912 bis 2003                                           |
| Truppenübungsplatz Ehra-Lessien   | Ehra-Lessien   | Aufstellung 1. April 2007, Auflösung: 31. Dezember 2013 |
| Nordhorn Range                    | Nordhorn       | seit 1933, früher Luft-/Bodenschießplatz Nordhorn       |
| Truppenübungsplatz Garlstedt      |                | [ 4 ]                                                   |
| Truppenübungsplatz Bergen         |                |                                                         |
| Standortübungsplatz Loccum        | Rehburg-Loccum | Aufstellung 1959                                        |
| Truppenübungsplatz Munster        |                |                                                         |
| Standortübungsplatz Celle-Scheuen | Celle          |                                                         |
| Standortübungsplatz Helstorf      | Helstorf       |                                                         |

### Nordrhein-Westfalen
| Bezeichnung                             | Ort                | Bemerkungen                                                                     |
| --------------------------------------- | ------------------ | ------------------------------------------------------------------------------- |
| Truppenübungsplatz Haltern              | Haltern am See     | Von 1873 bis 2015 genutzt. Unter anderem von der Britischen Rheinarmee genutzt. |
| Standortübungsplatz Holzwickede-Hengsen | Holzwickede        | 1935 bis 2004.                                                                  |
| Standortübungsplatz Scharpenacken       | Wuppertal          | Aufstellung 1963, Auflösung 2004                                                |
| Truppenübungsplatz Senne                |                    |                                                                                 |
| Truppenübungsplatz Vogelsang            | Gemünd (Schleiden) | Aufstellung 1946, Auflösung 2005                                                |
| Standortübungsplatz Büecke              | Möhnesee           |                                                                                 |

### Rheinland-Pfalz
Eine Vielzahl von Plätzen wurde aufgegeben.
| Bezeichnung                               | Ort    | Bemerkungen |
| ----------------------------------------- | ------ | ----------- |
| Truppenübungsplatz Baumholder             |        |             |
| Truppenübungsplatz Daaden                 |        |             |
| Standortübungsplatz Koblenz-Schmidtenhöhe |        |             |
| Standortübungsplatz Speyer                |        |             |
| Wasserübungsplatz Reffenthal              | Speyer |             |
| Französischer Truppenübungsplatz Trier    | Trier  |             |

### Saarland
| Bezeichnung              | Ort    | Bemerkungen |
| ------------------------ | ------ | ----------- |
| Standortübungsplatz Höll | Lebach |             |

### Sachsen
| Bezeichnung                    | Ort   | Bemerkungen |
| ------------------------------ | ----- | ----------- |
| Truppenübungsplatz Oberlausitz |       |             |
| Wasserübungsplatz Pirna        | Pirna | ehemals NVA |

### Sachsen-Anhalt
| Bezeichnung                    | Ort           | Bemerkungen |
| ------------------------------ | ------------- | --- |
| Truppenübungsplatz Altengrabow | Möckern       | 1891 bis heute |
| Truppenübungsplatz Annaburg    | Züllsdorf     | ehemals NVA |
| Truppenübungsplatz Berge       | Berge         | ehemals NVA, später Teil vom Truppenübungsplatz Altmark |
| Truppenübungsplatz Altmark     | Gardelegen    | Militärische Nutzung von 1934 bis heute. Zum Komplex zählt Schnöggersburg, Stullenstadt, Gefechtsübungszentrum Heer, die Colbitz-Letzlinger Heide mit Europas größtem „Übungszentrum für Aufruhrbekämpfung“. |
| Truppenübungsplatz Klietz      |               | Der TrÜbPl befindet sich zu etwa zwei Dritteln auf dem Territorium Sachsen-Anhalts sowie zu etwa einem Drittel auf dem Gebiet Brandenburgs.                                                                  |
| Standortübungsplatz Nordhausen | Nordhausen    | ehemals NVA |
| Wasserübungsplatz Prettin      | Stadt Prettin | ehemals NVA |

### Schleswig-Holstein
| Bezeichnung                        | Ort                             | Bemerkungen                                                                                     |
| ---------------------------------- | ------------------------------- | ----------------------------------------------------------------------------------------------- |
| Standortübungsplatz Harrislee      | Harrislee                       |                                                                                                 |
| Standortübungsplatz Husum          | Husum-Schauendahl               |                                                                                                 |
| Standortübungsplatz Langsee        | Neuberend-Langsee               |                                                                                                 |
| Standortübungsplatz List           | Mannemorsumtal, Sylt            |                                                                                                 |
| Standortübungsplatz Lütjenholm     | Lütjenholm                      |                                                                                                 |
| Standortübungsplatz Seeth          | Kerlauer Heide                  |                                                                                                 |
| Pionierübungsplatz (L) Schleswig   | Schaalby-Klensby                |                                                                                                 |
| Pionierübungsplatz (W) Schleswig   | Schleswig                       |                                                                                                 |
| Truppenübungsplatz Todendorf       | Panker                          | Außenstelle vom TrÜbPl Putlos                                                                   |
| Pionierübungsplatz (W) Lübeck      | Teerhofinsel, Lübeck            |                                                                                                 |
| Pionierübungsplatz (W) Plön        | Plön                            |                                                                                                 |
| Standortübungsplatz Breitenburg    | Breitenburg-Nordoe              |                                                                                                 |
| Standortübungsplatz Eckernförde    | Windeby-Christianshöh           |                                                                                                 |
| Standortübungsplatz Hohn           | Alt Duvenstedt-Krummenort       |                                                                                                 |
| Standortübungsplatz Kellinghusen   | Kellinghusen                    |                                                                                                 |
| Standortübungsplatz Langwedel      | Langwedel                       |                                                                                                 |
| Standortübungsplatz Ludwigsburg    | Gut Ludwigsburg, Waabs          |                                                                                                 |
| Standortübungsplatz Riese          | Gut Riese                       |                                                                                                 |
| Standortübungsplatz Appen          | Appen                           | Standortübungsplatz der Jürgen-Schumann-Kaserne.                                                |
| Standortübungsplatz Boostedt       | Boostedt                        |                                                                                                 |
| Standortübungsplatz Kaltenkirchen  | Kaltenkirchen-Moorkaten         |                                                                                                 |
| Standortübungsplatz Lanken         | Lanken, Schwarzenbek-Elmenhorst | 1970 direkt an der Sachsenwald-Kaserne eingerichtet, bis Ende 1994 genutzt, rund 600 Hektar.    |
| Standortübungsplatz Wentorfer Lohe | Wentorf bei Hamburg             | Anfang 1997 aufgegeben.                                                                         |
| Standortübungsplatz Wittenborn     | Wittenborn                      | Wittenborner Heide. Ende 2008 wurde die Garnison aufgelöst, der Platz abgeräumt und aufgegeben. |
| Standortübungsplatz Eutin          | Eutin                           |                                                                                                 |
| Standortübungsplatz Hohensasel     | Rantzau-Großkoppel              |                                                                                                 |
| Standortübungsplatz Wüstenei       | Wüstenei                        |                                                                                                 |
| Truppenübungsplatz Jägerslust      |                                 |                                                                                                 |
| Truppenübungsplatz Putlos          | Oldenburg in Holstein           |                                                                                                 |

### Thüringen
| Bezeichnung                           | Ort               | Bemerkungen                                |
| ------------------------------------- | ----------------- | ------------------------------------------ |
| Truppenübungsplatz Hildburghausen     | Hildburghausen    | ehemals NVA                                |
| Standortübungsplatz Bad Frankenhausen | Bad Frankenhausen |                                            |
| Truppenübungsplatz Ohrdruf            |                   | Seit Dezember 2013 Standortübungsplatz     |
| Standortübungsplatz Ruppersdorf       | Ruppersdorf       | ehemals NVA                                |
| Standortübungsplatz Sondershausen     | Sondershausen     | siehe Sondershausen#Militärischer Standort |
| Standortübungsplatz Suhl              | Suhl              | ehemals NVA, Traditionsname Rosa Luxemburg |
| Truppenübungsplatz Weberstedt         | Weberstedt        | ehemals NVA                                |